# Кичигін Петро Степанович
Петро́ Степа́нович Кичи́гін (1910 , Ялуторовський повітd, Тобольська губернія, Російська імперія  — невідомо ) — радянський військовий діяч. Депутат Верховної Ради УРСР першого скликання.

## Біографія
Народився 1910 року в селянській родині в селі Портнягіно Ялуторовського повіту, тепер Шатровський район, Курганська область, Росія. У десятирічному віці втратив батька, Степана Кичигіна, який воював у радянському партизанському загоні.
З 1924 року працював у комуні села Портнягіно Шатровського району. У 1924 році вступив до комсомолу.
Член ВКП(б) з 1932 року.
У Червоній армії — з 1932 року, служив у танкових військах.
З листопада 1936 року брав участь в громадянській війні в Іспанії. 1937 року присвоєно військове звання лейтенант. Продовжував службу в танкових частинах Київського військового округу, був командиром батальйону.
1938 року був обраний депутатом Верховної Ради УРСР першого скликання по Роменському виборчому округу № 164 Чернігівської області.
Виконував обов'язки командира 394-го окремого танкового батальйону 72-ї стрілецької дивізії. З вересня 1940 року — командир вогнеметного батальйону 23-го танкового полку 12-ї танкової дивізії.
24 лютого 1941 року військовим трибуналом 8-го механізованого корпусу Кичигіна засуджено до 5 років позбавлення волі із відбуванням у ВТТ. Подальша доля не відома.

## Нагороди
- орден Червоного Прапора (17.07.1937)
- орден Червоної Зірки (02.01.1937)